# Чофлану
Чофлану (рум. Cioflanu) — село у повіті Олт в Румунії. Входить до складу комуни Деняса.
Село розташоване на відстані 128 км на захід від Бухареста, 40 км на південний схід від Слатіни, 65 км на південний схід від Крайови.

## Населення
За даними перепису населення 2002 року у селі проживали 757 осіб, усі — румуни. Усі жителі села рідною мовою назвали румунську.